# Anticyclus exilis
Anticyclus exilis är en rundmaskart som beskrevs av Nathan Augustus Cobb 1920. Anticyclus exilis ingår i släktet Anticyclus och familjen Linhomoeidae. Inga underarter finns listade i Catalogue of Life.